# 承滦铁路
承滦铁路，位于河北省承德市，东起承隆铁路承德站，西至滦河镇的承德钢铁厂厂区。全长21.6km。业主为承德钢铁厂。

## 历史
原为1937年至1938年侵华日军建成的锦古铁路承德至古北口的一段。1945年日本投降后承德至古北口铁路被拆除。
1951年9月，热河铁矿厂铁路专用线开始重新勘测设计，1956年7月动工，1957年底基本完成，1958年3月正式通车。铁道部第五设计院承担设计，锦州铁路局工程处负责施工。整个工程历时一年零八个月，投资1267.2万元。修复后的承滦铁路东起承德火车站，西至双滦区滦河镇，全长21.6公里，配有蒸汽机车3台、矿石车58辆、代用客车5辆、棚车2辆、守车1辆。热河铁矿厂运输部负责运营。年货运量最大达345万吨。承德火车站至双塔山选矿厂的承双铁路，长14.0公里。从双塔山选矿厂至大庙铁矿的双大铁路，长24.4公里。
1985年，承德地委和承德市委为改变承德地区寸铁不产的局面，主动向河北省和冶金工业部争取建设钢铁厂，规划总投资两千万元，在十五年内分两期建成年产四十至五十万吨钢规模。承德钢铁厂的主厂区位于滦河镇西大地，1985年建厂时征地3989.44亩。为此，建设了双塔山至西大地的铁路7.6km。 
承滦铁路东西横穿承德市区，长8km，与武烈路、竹林寺街、东兴路、南营子大街、于家沟路形成四个平交道口、两个立交道口,沿线有棚户住宅面积10余万平方米。随着张双铁路一期通车，承钢与滦电等企业的主要货运量经张双铁路在京通铁路张百湾站接轨外运。北京铁路局于2007年7月4日下发了《关于承滦铁路专用线拆除有关事项的通知》，确定于7月8日18时起，承钢铁路专用线市区段（东起武烈河东岸，西至广仁岭西侧老羊沟）封锁停运。承德市政府对该段铁路正式拆除。
承滦铁路的滦河镇至下庄子既有线改造为张双铁路二期的一部分线路。